# Anolis onca
Anolis onca (великий аноліс) — вид ігуаноподібних ящірок родини анолісових (Dactyloidae). Мешкає в Колумбії і Венесуелі.

## Поширення і екологія
Великі аноліси мешкають на карибському узбережжі Колумбії та Венесуели, зокрема на півострові Гуахіра, а також на сусідніх островах Маргарита і Ла-Тортуга. Вони живуть в сухих склерофітних чагарниках і рідколіссях, серед піщаної і кам'янистої місцевості.